# Eurycotis alfaroi
Eurycotis alfaroi är en kackerlacksart som beskrevs av Eliécer E. Gutiérrez 1999. Eurycotis alfaroi ingår i släktet Eurycotis och familjen storkackerlackor.
Artens utbredningsområde är Kuba. Inga underarter finns listade i Catalogue of Life.